# 小名浜住吉
小名浜住吉（おなはま すみよし）は、福島県いわき市の大字である。郵便番号は971-8124。

## 地理
いわき市南東部の小名浜地区に属し、地区中部に位置する。北で小名浜玉川町、小名浜林城、東で小名浜相子島、南で小名浜大原、南西角で小名浜南富岡、西で泉町本谷、小名浜島とそれぞれ隣接する。概ね町村制施行以前の磐前郡住吉村の流れを汲む地域である。藤原川と支流の矢田川に挟まれた平地を範囲とする。国道6号常磐バイパスと旧国道6号である福島県道66号小名浜小野線の交差する住吉交差点が位置し、市内の交通の要衝の一つとなっており、幹線道路周辺の開発が進み住宅地や商業地として発展しており、南部は水田が広がる。小名浜岡小名内に所在するいわき東警察署及び小名浜に所在する小名浜消防署がそれぞれ管轄にあたる。

### 主な字
字
- 搦
- 道下
- 長泥
- 飯塚

- 八合
- 花木内
- 搦町
- 浜宿

- 新町
- 大町
- 不毛
- 林崎

- 前堀子
- 浜道
- 冠木
- 住吉

### 河川
- 藤原川
  - 矢田川

## 歴史
- 1879年1月27日 - 幕府領住吉村が福島県内における郡区町村制の施行により磐前郡の村となる[4]。
- 1889年4月1日 - 町村制の施行により住吉村が相子島村、林城村、大原村、南富岡村、岡小名村、島村、金成村、岩出村、野田村と合併し、磐前郡玉川村が発足する。旧住吉村域は玉川村の大字となる[4]。
- 1896年4月1日 - 磐前郡と周辺郡との合併により石城郡が発足し、石城郡玉川村となる[4]。
- 1931年8月15日 - 石城郡小名浜町に編入され、小名浜町の大字となる[4]。
- 1954年3月31日 - 小名浜町が泉町、渡辺村、江名町と合併、磐城市が発足し、磐城市の大字となる[4]。
- 1966年 - 玉川団地の造成に伴い北部の一部が分離し、他大字の周辺区域とあわせ新たに小名浜玉川町が設置される[4]。
- 1966年10月1日 - 磐城市が平市・常磐市・内郷市・勿来市、石城郡小川町・遠野町・四倉町・川前村・田人村・好間村・三和村、双葉郡久之浜町・大久村と合併しいわき市となり、いわき市小名浜地区の大字となる[4]。

## 世帯数と人口
2023年10月31日現在の世帯数と人口は以下の通りである。
| 大字       | 世帯数  | 人口   |
| ---------- | ------- | ------ |
| 小名浜住吉 | 886世帯 | 1997人 |

## 小・中学校の学区
市立小・中学校に通う場合、学区は以下の通りとなる。
| 番地 | 小学校                     | 中学校               |
| ---- | -------------------------- | -------------------- |
| 全域 | いわき市立小名浜第三小学校 | いわき市立玉川中学校 |

## 交通

### 道路
- 国道6号常磐バイパス
  - 住吉高架橋
- 福島県道66号小名浜小野線
  - 矢田川橋

## 施設
- いわき市立小名浜第三小学校
- 住吉神社
- マルト 玉川店